# Gaspar de Borja y Velasco
Gaspar de Borja y Velasco (Villalpando, 26 de junho de 1580 – Madrid, 28 de dezembro de 1645), foi um cardeal espanhol da Igreja Católica. Foi nomeado arcebispo de Sevilha, arcebispo de Toledo e vice-rei de Nápoles.

## Biografia
Filho do sexto duque de Gandía, Francisco de Borja, e Juana Enríquez de Velasco. Ele era bisneto de São Francisco de Borja e primo do duque de Lerma. Estudou na Universidade de Alcalá, sendo aluno do Colegio Mayor de San Ildefonso. Logo foi nomeado cônego e arquidiácono da igreja de Cuenca, e mais tarde arquidiácono da catedral de Toledo. Ordenado sacerdote, celebrou a primeira missa no noviciado da Companhia de Jesus em Madrid, tornando presente o seu ancestral São Francisco de Borja, terceiro padre geral da Companhia.

## Cardinalato e Arcebispados
Foi elevado a cardeal em 17 de agosto de 1611, instalado aos 10 de dezembro como Cardeal-presbítero de Santa Susana. Em 17 de outubro de 1616, foi nomeado para Santa Cruz de Jerusalém. Foi elevado a cardeal-bispo de Albano em 15 de julho de 1630. Recebeu a ordenação episcopal em 15 de setembro de 1630, em Santa Maria Maggiore, através do Cardeal Antonio Marcello Barberini, O.F.M. Cap. Os principais co-consagradores foram Dom Benedetto Baaz, bispo de Umbriatico, e Dom Martín de León Cárdenas, OSA, bispo de Trivento.
Foi nomeado para a Arquidiocese de Sevilha em 19 de janeiro de 1632 e depois para a Arquidiocese de Toledo e Primaz da Espanha em 16 de janeiro de 1645. Enquanto Cardeal, Dom Gaspar participou do conclave de 1621, do conclave de 1623 e do conclave de 1644.

## Política
Em sua carreira eclesiástica diplomática, Dom Gaspar foi embaixador da Espanha junto da Santa Sé (1616-1619, 1631-1645); vice-rei de Nápoles em 1620; e conselheiro de estado em 1623.
Enquanto embaixador na Santa Sé, acusou o papa Urbano VIII de omissão do dever de defender o catolicismo em guerra com as nações protestantes. A Corte de Madri necessitava de dinheiro para financiar a "guerra", e o Papa não contribuiu. A denúncia verbal e o protesto do Cardeal Borja irritaram o Papa e ele entrou em conflito com o Cardeal Barberini, sobrinho do Pontífice. As formas pouco diplomáticas do cardeal Gaspar de Borja terminaram com sua carreira diplomática.
De Madrid tentaram afastá-lo de Roma, mas não da Itália. Por esta razão foi nomeado governador e capitão-geral do Estado de Milão, mas a nomeação não pôde ser efetivada devido à recusa do Papa em conceder-lhe jurisdição criminal. Os Barberini, procurando uma forma de retirá-lo da Itália, encontraram a solução mediante uma bula papal pela qual os prelados eram obrigados a residir nas dioceses de que eram titulares. Portanto, Gaspar de Borja precisou mudar-se para a sua arquidiocese de Sevilha.
Mas logo foi nomeado, sucessivamente, presidente do Conselho Real, presidente do Conselho de Aragão e presidente do Conselho da Itália. Em 1638, administrou o sacramento do batismo à Infanta Maria Teresa. Quando em 1642 o rei partiu para enfrentar a guerra contra a França e reprimir a revolta catalã, Cardeal Gaspar de Borja mudou-se para Madrid para ajudar de perto a rainha Isabel, que permanecia como governadora.
A patente inimizade do papa Urbano VIII com o cardeal Borja se manifestou outra vez quando Filipe IV propôs-lhe para ser arcebispo de Toledo, sendo rechaçado. No entanto, sua nomeação se realizou quando, depois da morte de Urbano VIII, seu sucessor Inocêncio X o nomeou ainda no mesmo ano (1645).
Morreu em Madrid e seu corpo foi trasladado para a catedral de Toledo e sepultado em um nicho da capela de Santo Ildefonso.